# Rathaus (Abtswind)

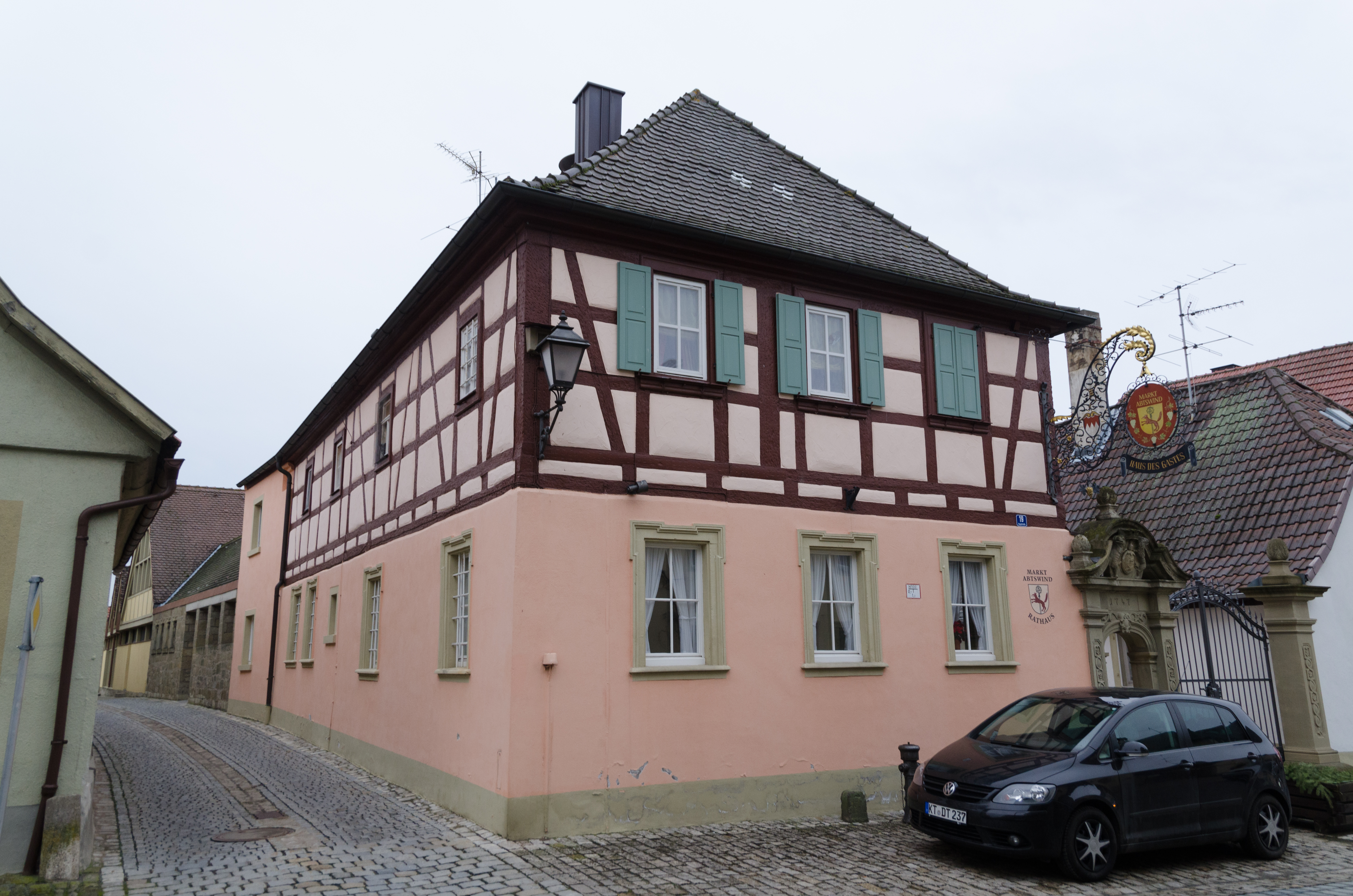
Rathaus in Abtswind

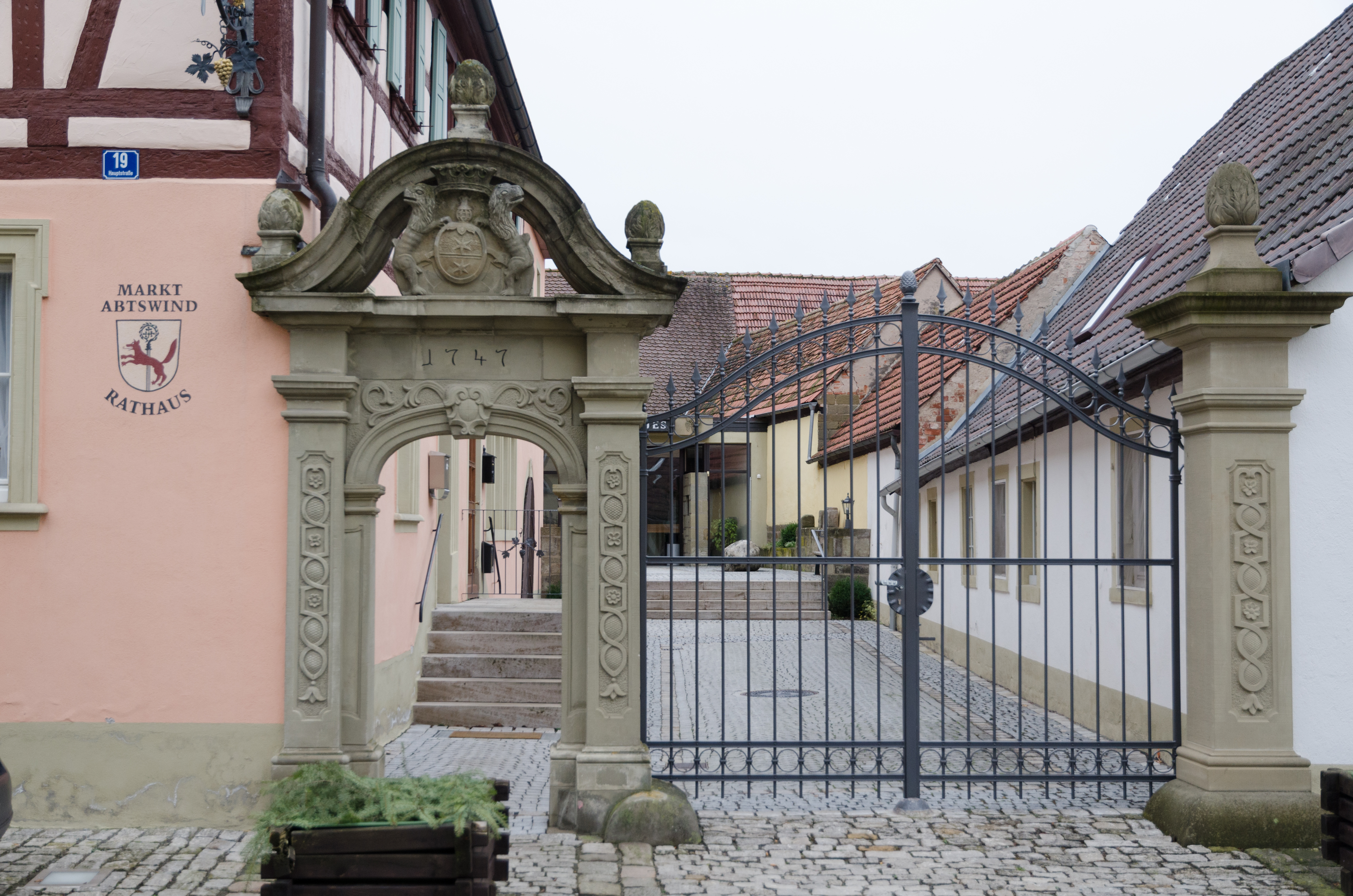
Hofeinfahrt

Das Rathaus in Abtswind, einer Marktgemeinde im unterfränkischen Landkreis Kitzingen in Bayern, wurde in der zweiten Hälfte des 18. Jahrhunderts errichtet. Das Rathaus an der Hauptstraße 19 ist ein geschütztes Baudenkmal. 
Der zweigeschossige giebelständige Walmdachbau mit massivem Erdgeschoss und Fachwerkobergeschoss hat geohrte Fenster- und Türrahmungen. 
Das prächtig geschmückte Hofportal aus Sandstein ist mit der Jahreszahl 1747 und einem Wappen versehen.